# Peyu
Peyu   (les Masies de Voltregà, 5 d'agost de 1986), nom artístic de Lluís Jutglar Calvés, és un humorista català conegut per les seves aparicions en ràdio, televisió i teatre.

## Trajectòria
Amb setze anys va crear el seu primer espectacle teatral d'humor conjuntament amb Roger Codina titulat: Kisca, kisca. Va col·laborar en programes de televisió com Piscina comunitària (2009) i Working (2009) a Canal Català. Un home de ràdio que inicia la seva trajectòria a El matí i la mare que el va parir de Ràdio Flaixbac, al Fricandó matiner de RAC 105 i al Versió RAC 1 de Toni Clapés. Ha col·laborat en altres programes com La tribu (2014) o El suplement de Catalunya Ràdio (2012-2013).
Quan estudiava comunicació audiovisual a la Universitat Autònoma de Barcelona, va fer curs de doblatge a l'Escola Superior d'Art Dramàtic Eòlia. Ha doblat alguns personatges en català com el rei Artús a Shrek Tercer, i també ha participat en el doblatge d’Indiana Jones i el regne de la calavera de cristall.
En televisió va tenir un paper destacat al programa Alguna Pregunta Més? de TV3 en una seva secció dedicada a destacar els nyaps urbanístics del país sota el títol: Ole Tú!. Arran d'aquesta secció el 2015 publica el seu primer llibre: Oletú, els millors nyaps urbanístics catalans editat per Ara Llibres, que es va convertir en el segon llibre de no-ficció més venut el Sant Jordi del 2015. També ha col·laborat com a humorista al programa Còmics Show presentat per Àngel Llàcer.
Després de fer de col·laborador en diferents espais, ha acabat conduint-ne un de propi, el Natura sàvia. És en aquest programa, produït i dissenyat per ell mateix des del Corral de l'humor, la seva productora, on s'ha pogut veure el seu segell més personal. El 2019, amb Jair Domínguez va estrenar Bricoheroes, una paròdia dels programes de bricolatge que s'emetia en primícia als canals digitals de TVC. Amb el mateix Domínguez, i amb Neus Rossell, des de 2020, presenten a Catalunya Ràdio el programa satíric El búnquer, que s'emet des d'un indret desconegut cada dia de dilluns a divendres. Ha participat durant diverses temporades com a col·laborador de l’Està Passant de TV3 aportant una visió còmica de les notícies més inversemblants de comarques.
Un dels gags més coneguts el va realitzar a Rac 105, quan va trucar a la Guàrdia Civil, per informar que tenia una estelada penjada al balcó de casa. També va fer fortuna el vídeo que va crear comparant Espanya amb una casa de barrets sota el títol: La puta i la Ramoneta. Aprofitant la polèmica generada amb les eleccions al Parlament de Catalunya del 2015 va fer un vídeo adreçant-se al Banc Sabadell que també es va viralitzar a la xarxa.
En teatre ha creat i interpretat diferents espectacles d'humor. Destaca de les seves creacions teatrals amb una dramatúrgia i una posada en escena que s'allunyen dels monòlegs de Stand-up Comedy d'altres humoristes. En Peyu aprofita cada ocasió quan puja a l'escenari per explicar una història. Més que monòlegs les seves creacions són obres de teatre d'humor. A finals de 2022 estrena l'espectacle L'Il·lusionista.
El juny del 2017 va fer la seva primera incursió al cinema amb la pel·lícula Mil coses que faria per tu, dirigida per Dídac Cervera, on té un paper destacat al costat de Peter Vives.
Més enllà del seu ofici d'humorista, ha unit dues de les seves passions: les cabres i el formatge. Sempre vinculat al món rural, la natura i els animals, el 2018 va crear la marca de formatges Les cabres d'en Peyu amb la qual comercialitza dos tipus de formatge de cabra que es poden trobar en diversos establiments. La marca Les cabres d'en Peyu, destina una part dels beneficis de cada venda als projectes de l'Associació Diversitat Funcional d'Osona (Afgo). És pare de dues filles.